# コンソリデーテッド・エアクラフト
コンソリデーテッド・エアクラフト（Consolidated Aircraft ）はかつて存在したアメリカの航空機メーカー。PBYカタリナ飛行艇、B-24リベレーター爆撃機を製作した。ヴァルティー・エアクラフトと合併してコンヴェアになり、後年ジェネラル・ダイナミクスを経て、現在のロッキード・マーティンの一部となる会社である。
コンソリデーテッドは、1923年5月29日にアメリカ陸軍のパイロットからギャローデット・エアクラフト（Gallaudet Aircraft Company ）のマネージャになったルーベン・ホリス・フリート（Reuben Hollis Fleet ）元少佐によって設立された。フリートはギャローデット・エアクラフトのビジネスを引き継ぎ、航空機ビジネスから撤退したジェネラル・モーターズからデイトン・ライトの設計の権利を得た。最初は陸軍向けのPT-1初等練習機と海軍向けのNY練習機で成功した。1929年にはトーマス・モースも買収した。1941年後半にフリートは引退し株式をヴァルティーに売却して、1943年に両社は合併しコンヴェアになった。

## 製造した機体
設立からコンヴェアとなるまでの機体のリストである。開発順となっている。
- PT-1 トラスティ練習機
- NY練習機
- PT-3練習機
- O-17 クーリア観測機
- フリートスター輸送機
- XPY-1 アドミラル
- コモドア輸送機（飛行艇）
- PT-11/N4Y練習機
- XB2Y爆撃機
- P-30戦闘機/PB-2戦闘機/A-11攻撃機
- PBY カタリナ哨戒機（飛行艇）
- PB2Y コロネド哨戒機（飛行艇）
- XPB3Y哨戒機（飛行艇）
- XP4Y コレギドー哨戒機（飛行艇）
- B-24 リベレーター爆撃機/リベレーター爆撃機
- XB-41 リベレーター爆撃機
- C-87 リベレーターエクスプレス輸送機
- C-109 リベレーター輸送機
- PB4Y-1 リベレーター哨戒機
- PB4Y-2 プライヴァティア哨戒機
- TBY シーウルフ艦上攻撃機
- B-32 ドミネーター爆撃機
- R2Y リベレーターライナー輸送機